# Léon Duray
Léon Guillaume Duray (Houdeng-Aimeries, 24 februari 1890 - Houdeng-Gœgnies, 11 juli 1960) was een Belgisch senator.

## Levensloop
Duray was frezer en werd actief in socialistische organisaties.
In 1921 werd hij verkozen tot gemeenteraadslid van Houdeng-Gœgnies, waar hij schepen werd  (1925-1934) en burgemeester (1934-1960). Van 1938 tot 1946 was hij ook provincieraadslid.
In 1954 werd hij socialistisch provinciaal senator en vervulde dit mandaat tot in 1958.